# Kriss Sheridan
Kriss Sheridan (* 15. dubna 1989 Bílsko-Bělá, Polsko) je polsko-americký zpěvák, skladatel, herec, model a cestovatel.

## Dětství a mládí
Sheridan je synem amerického otce a polské matky, stejně jako německý občan. Jeho studium ho přivedlo do Mnichova, Madridu a New Yorku, kde také pracoval s několika televizními a rozhlasovými stanicemi jako Televizní stanice RTL, ProSiebenSat.1, španělská televize RTVE, RFO Televize a Rádio Bayernwelle v Mnichově a Madridu. Předtím, než byl úspěšně přijat do Divadla a Filmového institutu Lee Strasberg v New Yorku, pracoval jako model. V komedii Helmut Dietl "Zettl" uvedl svůj celovečerní debut jako herec v roce 2012.

## Kariéra
V roce 2017 Sheridan podepsal nahrávací smlouvu s Universal Music a v březnu publikoval svou první píseň "Happy", která byla zařazena na první místo v polských hitparádách. Videoklip byl natočen v Norsku a byl hrán po celé Evropě a Americe na VIVA TV a na MTV.
Dne 6. července 2017 Sheridan zpíval pro polskou televizi TVP Polonia na přivítaní amerického prezidenta Donalda Trumpa, který v tento den navštívil Polsko.
V březnu 2018 Sheridan zveřejnil svou druhou píseň „I Don't Wanna Say Goodbye“, která jen tři týdny po premiéře dosáhla v Polsku ocenění Zlaté desky. Stejně tak se vyšplhala na první místa polských rozhlasových stanic.. Hit byl mezinárodní švýcarsko-britsko-francouzsko-americko-polská produkce, který vznikl na soustředění pro psaní písní ve Španělsku. V oficiálním hudebním videu mimo jiné účinkuje i finalistka Miss Polonia 2017 Agata Borowiak. Video bylo natočeno ve Varšavě a bylo v polských médiích popsáno jako první hudební video s nejvíce pyrotechnickými efekty.

## Diskografie
- Happy (2017)[41]
- I Don't Wanna Say Goodbye (2018)[42]
- Tomorrow (2018)[43]

## Filmografie
- Zettl (2012)[6]